# 大津一貴
大津 一貴（おおつ かずたか、1989年10月25日 - ）は、北海道出身の元サッカー選手。ポジションはFWまたはMF。

## 概要
青森山田高校卒業後、関東学院大学に進学。しかし大学4年生の時に半月板を損傷し、一度はサッカー選手となるのを諦めて一般企業に就職した。その直後、悪性の癌が見つかった事でサッカー選手を諦めた事を後悔し、サッカー選手になるべくリハビリを重ねた。そして東京都社会人サッカーリーグに所属するT.F.S.C.に1年半所属した。その後2015年にモンゴルのFCウランバートルに所属した。
2016年5月、ニュージーランド1部のスリー・キングス・ユナイテッドに加入。
2017年1月、タイ・リーグ3のカムペーンペットFCと契約。
2018年から再びFCウランバートルでプレー。
2022年3月6日、自らのホームページで現役引退を発表。